# Mladost Zagrzeb (piłka siatkowa kobiet)
Mladost Zagrzeb  - żeński klub piłki siatkowej z Chorwacji. Swoją siedzibę ma w mieście Zagrzebiu. Klub został założony w 1946 r.

## Sukcesy
Puchar Jugosławii:
- 1. miejsce (7x): 1981, 1984, 1985, 1986, 1988, 1989, 1990

 Mistrzostwo Jugosławii:
- 1. miejsce (5x): 1984, 1987, 1989, 1990, 1991
- 2. miejsce (2x): 1982, 1985

 Puchar Europy Mistrzyń Krajowych:
- 1. miejsce (1x): 1991
- 2. miejsce (2x): 1992, 1994

 Klubowe Mistrzostwa Świata:
- 3. miejsce (1x): 1991

 Puchar Chorwacji:
- 1. miejsce (13x): 1993, 1994, 1995, 1996, 2003, 2005, 2015, 2016, 2018, 2019, 2020, 2021, 2023[1]

 Mistrzostwa Chorwacji:
- 1. miejsce (17x): 1992, 1993, 1994, 1995, 1996, 2002, 2003, 2004, 2005, 2006, 2014, 2016, 2018, 2019, 2020, 2021, 2022[2]
- 2. miejsce (2x): 2015, 2017
- 3. miejsce (2x): 2001, 2010

 MEVZA - Liga Środkowoeuropejska:
- 1. miejsce (1x): 2025[3]
- 2. miejsce (1x): 2024[4]